# Приворотень кримський
Приворотень кримський (Alchemilla taurica) — вид квіткових рослин родини трояндових (Rosaceae).

## Поширення
Крим, Україна й Північний Кавказ.
В Україні росте в гірському Криму.